# Jana Beňová

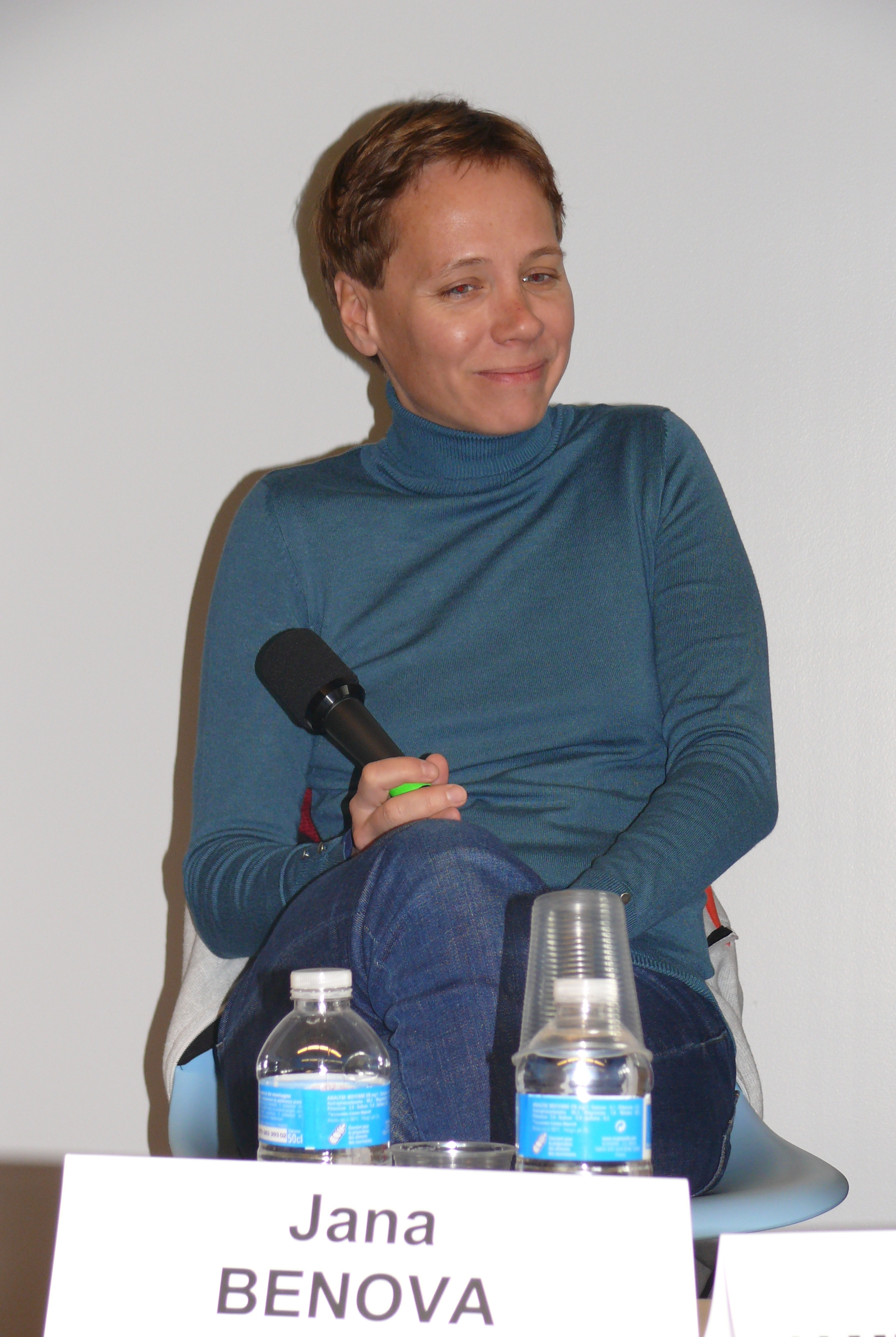
Jana Beňová nel 2016.

Jana Beňová (Bratislava, 24 novembre 1974) è una scrittrice, poetessa e giornalista slovacca.

## Biografia e carriera letteraria
Ha studiato presso l’Alta scuola di arti musicali della sua città natale, laureandosi in drammaturgia teatrale.
In veste di giornalista, ha collaborato con numerosi periodici, scrivendo dal 2002 al 2008 per il quotidiano SME (sotto il nome di Jana Parkrová) e in seguito per il quotidiano indipendente Denník N.
Il suo esordio letterario è avvenuto nel 1993, con la pubblicazione della raccolta poetica Svetloplachý, a cui sono seguite due altre sillogi nel 1997.
Ha pubblicato tre raccolte di poesie e numerosi lavori di prosa, fra cui Café Hyena (Plán odprevádzania. Café Hyena, 2008), romanzo per il quale ha vinto nel 2012 il Premio letterario dell'Unione europea e che è stato tradotto in inglese, francese e italiano.
È stata due volte finalista (nel 2009 e nel 2013) al premio letterario Anasofit litera, il più prestigioso in Slovacchia.

## Opere

### Poesia
- Svetloplachý (Fotosensibile, 1993).
- Nehota (Chiodo, 1997).
- Lonochod (Pigro, 1997).

### Prosa
- Parker. Ľúbostný román (Parker. Un romanzo d'amore, 1999).
- Dvanásť poviedok a Ján Med (Dodici racconti e Ján Med, 2003).
- Café Hyena, Atmosphere Libri, Roma, 2017 - ISBN 9788865642184 (Plán odprevádzania. Café Hyena, 2008 - traduzione dallo slovacco di Alessandra Mura).
- Dnes (Oggi, 2010).
- Preč! Preč! (Via! Via!, 2012).
- Honeymoon (2015).
- Flanérova košeľa (Camicia da flâneur, 2020).
- Vandala (2021).
- Rozhovory v parku (Conversazioni al parco, 2023).